# 格奥尔格·施波尔
格奥尔格·施波尔（德語：Georg Spohr，1951年1月24日—），德国男子赛艇运动员。他曾代表东德参加1976年和1980年夏季奥林匹克运动会赛艇比赛，获得二枚金牌，均来自男子双人单桨有舵手项目。